# Fiona Pennie
Fiona Pennie (* 9. November 1982 in Alexandria, Dunbartonshire, Schottland) ist eine britische Kanuslalomfahrerin.

## Leben
Bei den Kanu-Weltmeisterschaften gewann Pennie 2006 in Prag im Einer-Kajak die Silbermedaille. Mit dem Einer-Kajak-Team errang sie 2007 in Foz do Iguaçu die Bronzemedaille. 2014 gewann sie in Deep Creek Lake im Einer-Kajak-Wettbewerb die Silbermedaille und 2015 in London mit dem Einer-Kajak-Team die Silbermedaille.
Pennie war Teilnehmerin der Olympischen Sommerspiele 2008 und der Olympischen Sommerspiele 2016 und belegte 2016 den 7. Platz im Einer-Kajak.